# Franco Piavoli
Franco Piavoli (Pozzolengo, 21 giugno 1933) è un regista cinematografico italiano che autoproduce i propri lungometraggi.

## Biografia
Laureato in legge, esercita per alcuni anni la professione di avvocato. Realizza il cortometraggio Stagioni nel 1961; in seguito abbandona l'avvocatura per insegnare in un istituto tecnico e dedicarsi al cinema.
Dopo aver realizzato alcuni cortometraggi (Domenica sera, Emigranti, Evasi), si mette in luce nel 1982 quando presenta Il pianeta azzurro, suo lungometraggio d'esordio, in concorso al Festival del cinema di Venezia, premio UNESCO. La realizzazione di quest'opera fu resa possibile grazie all'interessamento dell'amico Silvano Agosti il quale (come ci racconteranno in diverse interviste) un giorno del 1979 si presentò da Piavoli a Pozzolengo con una cinepresa Arriflex ed un pacco di bobine dicendogli che era ora che realizzasse il suo primo lungometraggio. Per tutto l'anno a seguire Piavoli lavorò alle riprese di questo che Andrej Tarkovskij definirà “un poema, un viaggio, un concerto sulla natura, l’universo, la vita. Un’immagine diversa da quella sempre vista”.
Negli anni seguenti realizza altri tre lungometraggi (Nostos - Il ritorno, 1989; Voci nel tempo, 1996; Al primo soffio di vento, 2002). Nel suo cinema Piavoli non dà molta importanza alle parole (nei suoi film, in generale, sono poche le parole pronunciate dai protagonisti), concentrandosi principalmente sull'immagine e sui suoni ambientali che diventano a loro volta protagonisti e rappresentano la vita con un linguaggio nuovo. Un cinema definito "videosinfonico".
Nel 2007 l'associazione culturale Centro Coscienza di Milano ha dedicato a Franco Piavoli una retrospettiva intitolata Franco Piavoli. Il dono dei sensi, esponendo le sue fotografie giovanili scattate nei primi anni cinquanta, i dipinti a olio del 1978 in preparazione a una sequenza del Pianeta azzurro ed un'ampia scelta di fotogrammi tratti dai suoi cortometraggi e dai lungometraggi.
Nel 2008 presenta "Il Pianeta azzurro" al Lincoln Center di New York e in altre città degli USA.
Nel 2010 gli viene conferita la medaglia del Presidente della Repubblica.
Nel 2016 presenta "Festa" al Festival di Locarno. Gli viene anche dedicata una retrospettiva integrale al Beaubourg di Parigi.
Nel 2019 tutte le sue opere vengono presentate dal FICX a Gijòn e successivamente a Madrid e in altre città della Spagna.
Piavoli è accademico ordinario per la Classe di Lettere e Arti dell'Accademia Nazionale Virgiliana di Mantova.

## Filmografia

### Lungometraggi
- Il pianeta azzurro (1982)
- Nostos - Il ritorno (1989)
- Voci nel tempo (1996)
- Al primo soffio di vento (2002)

### Cortometraggi e mediometraggi
- Uccellanda (1953)
- Ambulatorio (1954)
- Incidente (1955)
- Evasi (1958)
- Le stagioni (1961)
- Domenica sera (1962)
- Emigranti (1963)
- Lucidi inganni (1986)
- Il parco del Mincio (1987)
- Paesaggi e figure (2001)
- Affettuosa presenza (2004)
- Lo Zebù e la stella (2007)
- L'orto di Flora (2008)
- Là dove scorre il Mincio (2011)
- Frammenti (2012)
- Venezia 70 - Future reloaded (2013)
- Festa (2016)

## Premi
- Nel 2004 gli viene conferito il Premio Vittorio De Sica al Quirinale.
- Per Il pianeta azzurro ottiene il premio BCV per un nuovo autore alla Mostra del Cinema di Venezia e il Premio UNESCO.
- Per Al primo soffio di vento vince nella categoria Miglior film straniero al Santa Cruz Film Festival nel 2004.
- Premio OPL Moti Ibrahim al Festival di Djerba 1990, per Nostos - Il ritorno.
- Premio AIACE 1990, per Nostos - Il ritorno.
- Premio LUDOVICO ALESSANDRINI per il Cinema di Poesia Recanati 1998